# Peter Witte (Politiker)
Peter Witte (* 16. März 1822 in Uetz; † 27. November 1902 in Dalldorf) war ein deutscher Landwirt, Kommunalpolitiker und Namensgeber von Berlin-Wittenau.

## Leben
Nachdem Witte seine Ausbildung zum Landwirt absolviert hatte, trat er als Freiwilliger in das 1. Gardedragonerregiment Berlin ein.
Durch seine Heirat mit der Tochter Friederike des Bauern Hausotter aus Dalldorf, dem nördlichen Vorort Berlins, wurde Witte zum größten Landwirt von Dalldorf.
Im Jahre 1844 kaufte der als Schäfer auf dem Gut Haselhorst bei Spandau arbeitende Vater Wittes das heutige Grundstück Alt-Wittenau 55, welches Peter Witte erbte. Weiterhin erbte er das Grundstück seines Schwiegervaters Hausotter und erwarb im Jahre 1865 das heutige Grundstück Alt-Wittenau 40, wo er bis zu seinem Lebensende wohnte. Auf einer Flurkarte von 1888 sind insgesamt 4 Flurstücke auf den Namen Witte eingetragen.

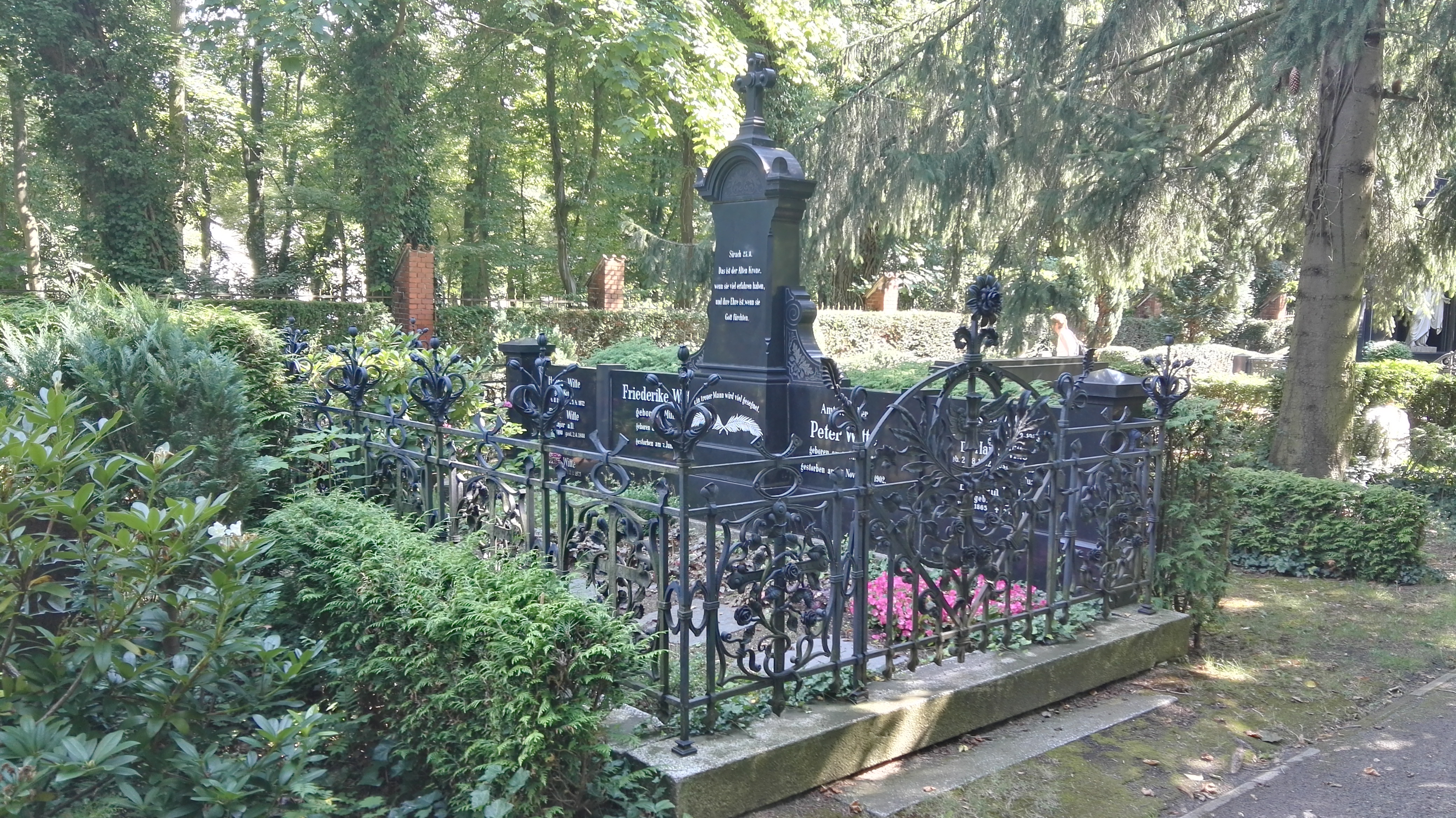
Grabstätte auf dem Friedhof Wittenau

Von 1854 bis 1874 hatte Witte die Funktion des Dorfschulzen von Dalldorf inne. Ab 1866 bis zu seinem Tod im Jahre 1902 war er Gemeindevorsteher; anschließend wurde dieses Amt von seinem Sohn Paul weitergeführt.
Ab dem Jahre 1874 war er Vorsteher des neu gegründeten Amtsbezirks, der aus Dalldorf, Lübars, Waidmannslust und Hermsdorf besteht. Gleichzeitig war er Polizei- und Ordnungsbeamter des Kreises Niederbarnim.

## Ehrung

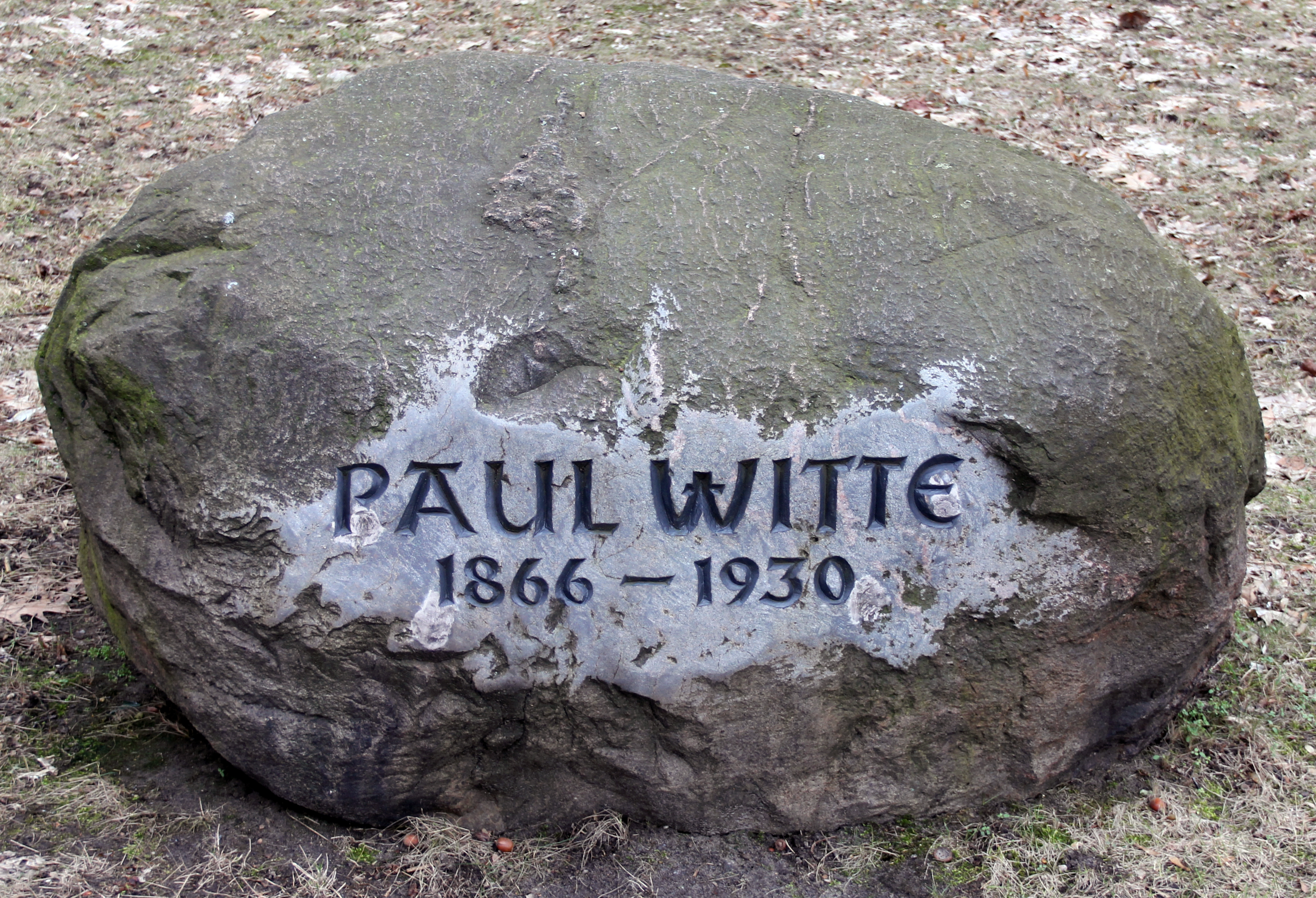
Gedenkstein für Paul Witte, Eichborndamm 215, in Berlin-Wittenau

Noch vor 1897, also noch zu Lebzeiten Peter Wittes, wurde der ehemalige Mühlenweg von Reinickendorf nach Tegel vom Eichborndamm bis zur Berliner Straße in Wittestraße benannt.
Nach seinem Tod im Jahre 1902 erhielt Peter Witte auf dem Städtischen Friedhof Reinickendorf (Wittenau) ein Ehrengrab der Stadt Berlin.
Im Jahre 1905 wurde Dalldorf nach Peter Witte in Wittenau umbenannt. Die Umbenennung war das Ergebnis einer Petition des Bürgermeisters (und Sohnes von Peter Witte) Paul Witte (1866–1930) und des Dalldorfer Bürgervereins, die von Kaiser Wilhelm II. genehmigt wurde. Durch diesen Namenswechsel konnte die Gemeinde auch einer unangenehmen Assoziation entgehen: „Dalldorf“ war Ende des 19. Jahrhunderts im Berliner Jargon zum Synonym für „irre“ geworden, da sich im Ort eine Nervenheilanstalt befand, die heutige Karl-Bonhoeffer-Nervenklinik. Später hatte Wittenau denselben Beiklang.
Die ursprünglich erste Dorfschule Dalldorfs trägt, nunmehr als Grundschule, den Namen Peter-Witte-Grundschule.
Im Jahre 2000 wurde das Trauzimmer im Rathaus Reinickendorf im Gedenken an die Gemeindevorsteher Peter und Paul Witte „Witte-Zimmer“ benannt.